# Alto Rio Doce
Alto Rio Doce is een gemeente in de Braziliaanse deelstaat Minas Gerais. De gemeente telt 12.778 inwoners (schatting 2009).

## Aangrenzende gemeenten
De gemeente grenst aan Brás Pires, Capela Nova, Cipotânea, Desterro do Melo, Dores do Turvo, Mercês, Senhora dos Remédios en Rio Espera.